# Pristigasteridae
A Pristigasteridae a csontos halak (Osteichthyes) főosztályának,
a sugarasúszójú halak (Actinopterygii) osztályába, ezen belül a heringalakúak (Clupeiformes) rendjébe tartozó család. 2 alcsalád, 9 nem és 38 faj tartozik a családhoz.

## Rendszerezés
A családba az alábbi alcsaládok nemek és fajok tartoznak

### Pelloninae
A  Pelloninae alcsaládba 5 nem és 26 faj tartozik
- Chirocentrodon (Günther, 1868) – 1 faj
  - Chirocentrodon bleekerianus

- Ilisha (Richardson, 1846) – 16 faj
  - Nyugat-afrikai ilisha (Ilisha africana)
  - Ilisha amazonica
  - Ilisha compressa
  - Ilisha elongata
  - Ilisha filigera
  - Ilisha fuerthii
  - Ilisha kampeni
  - Ilisha lunula
  - Ilisha macrogaster
  - Ilisha megaloptera
  - Ilisha melastoma
  - Ilisha novacula
  - Ilisha obfuscata
  - Ilisha pristigastroides
  - Ilisha sirishai
  - Ilisha striatula

- Neoopisthopterus (Hildebrand, 1948) – 2 faj
  - Neoopisthopterus cubanus
  - Neoopisthopterus tropicus

- Pellona (Valenciennes, 1847) – 6 faj
  - Pellona altamazonica
  - Pellona castelnaeana
  - Pellona dayi
  - Pellona ditchela
  - Pellona flavipinnis
  - Pellona harroweri

- Pliosteostoma (Norman, 1923) – 1 faj
  - Pliosteostoma lutipinnis

### Pristigasterinae
A  Pristigasterinae alcsaládba 4 nem és 12 faj tartozik
- Odontognathus (Lacepède, 1800) – 3 faj
  - Odontognathus compressus
  - Odontognathus mucronatus
  - Odontognathus panamensis

- Opisthopterus (Gill, 1861) – 6 faj
  - Opisthopterus dovii
  - Opisthopterus effulgens
  - Opisthopterus equatorialis
  - Opisthopterus macrops
  - Opisthopterus tardoore
  - Opisthopterus valenciennesi

- Pristigaster (Cuvier, 1816) – 2 faj
  - Pristigaster cayana
  - Pristigaster whiteheadi

- Raconda (Gray, 1831) – 1 faj
  - Raconda russeliana